# Abtweiler
Abtweiler este o comună din landul Renania-Palatinat, Germania.